# 진 앨리슨

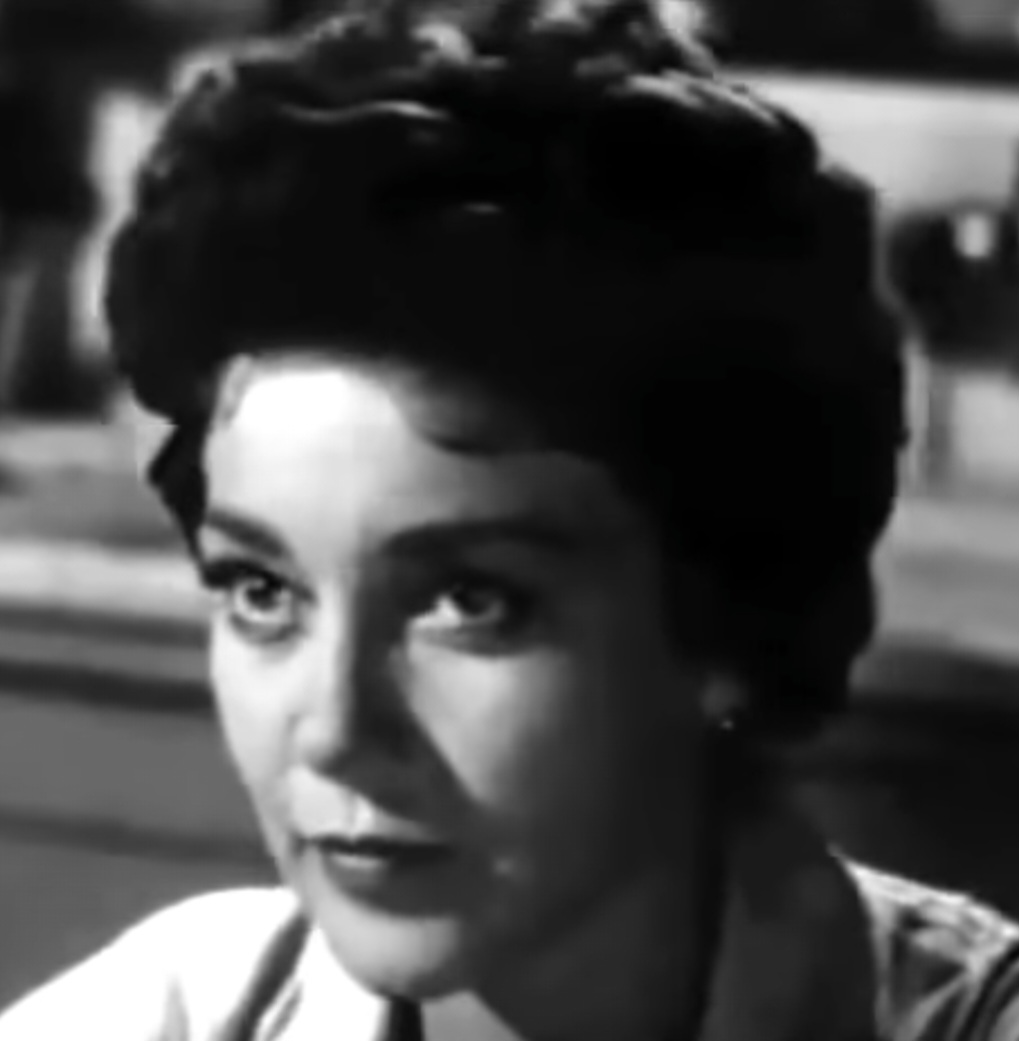

진 앨리슨(Jean Allison, 1929년 10월 24일 ~ )은 미국의 배우이다.
뉴욕에서 태어났다.

## 출연 작품
- 금지구역 (1979년)
- 경찰 초년병 (1972년)
- 배드 컴패니 (1972년)
- 선셋 77번가 (1958년)

### 텔레비전
- 119 구조대 (1972년)
- 아이언사이드 (1974)
- 미녀 삼총사 (1977)
- 불타는 서부 - 78년 시리즈 (1978년)
- 제12순찰대 (1968년)
- 딜론 보안관 (1955년)